# Milan Chrenko
Milan Chrenko (ur. 1976 w Trzcianie) – słowacki urzędnik państwowy i europejski, w 2023 minister środowiska.

## Życiorys
W 1998 uzyskał magisterium z zakresu planowania i zarządzania środowiskowego na Uniwersytecie Komeńskiego w Bratysławie. Kształcił się również na uniwersytetach w Lund i Oslo. Pracował m.in. jako kierownik projektu w regionalnym centrum ekologicznym REC Slovensko. Od 2007 zatrudniony w Europejskiej Agencji Środowiska. Później pełnił funkcję dyrektora generalnego ministerstwa środowiska, po czym powrócił do pracy w EEA, obejmując w niej stanowisko dyrektora departamentu.
W maju 2023 powołany na urząd ministra środowiska w technicznym rządzie Ľudovíta Ódora. Pełnił tę funkcję do października tegoż roku, później ponownie został urzędnikiem EEA.